# Takefusa Kubo
Takefusa Kubo (久保 建英?, Kubo Takefusa ; Kawasaki, 4 giugno 2001) è un calciatore giapponese, attaccante della Real Sociedad e della nazionale giapponese.

## Caratteristiche tecniche
Attaccante mancino di talento, viene schierato di solito all'ala destra ma anche in altre posizioni del fronte offensivo, nelle giovanili gli veniva più spesso affidato il ruolo di trequartista. Grazie al suo buon controllo di palla, alla sua intelligenza e alla sua imprevedibilità è particolarmente forte nell'uno-contro-uno. È molto abile nel servire assist, passaggi filtranti e cross pericolosi, ma è anche un discreto finalizzatore, in grado di segnare calciando dalla media distanza, talvolta anche da fuori area e sui calci di punizione. Sin dal suo arrivo in Spagna (quando approdò nella Masia catalana) è stato etichettato come "nuovo Messi".

## Carriera

### Club

#### Giovanili al Kawasaki Frontale e al Barcellona
Nel 2009 prende parte a un campus organizzato dall'Accademia calcistica del Barcellona in Giappone, nel quale viene nominato Most Valuable Player, premio che gli vale un invito a passare un periodo nell'Accademia del club catalano. Va a Barcellona l'anno successivo, dopo essere entrato nelle giovanili del Kawasaki Frontale, club della sua città. Si mette in evidenza e fa grandi progressi nei mesi passati in Spagna, verso fine anno torna in Giappone e riprende a giocare per il Frontale.
Nel 2011 viene acquistato dal Barcellona, torna in Spagna e diventa il primo giapponese a trasferirsi a La Masia, sede della cantera del Barcellona, iniziando a giocare con la squadra Under-11 e ben presto diventa uno dei migliori giocatori del vivaio. Rimane in Catalogna fino al marzo 2015, quando la FIFA sanziona il Barcellona per aver violato le norme federali nei suoi acquisti degli Under-18, Kubo viene sospeso e deve fare ritorno in Giappone.

#### Giovanili e primi anni da professionista all'FC Tokyo
Viene quindi acquistato dall'FC Tokyo, che lo inserisce in una delle sue squadre giovanili minori. Nel 2016, a soli 15 anni, viene promosso nella Under 18 dell'FC Tokyo e gli viene affidata la fascia di capitano. Guida la squadra a vincere il campionato nazionale Under-18 segnando un gol nella finale vinta 2-1 contro gli Urawa Red Diamonds e diventando con 5 reti il più giovane capocannoniere nella storia del torneo.
Il 5 novembre 2016 fa il suo debutto con il Tokyo Under-23, club della J3 League, campionato giapponese di terza divisione, entrando nella ripresa come trequartista nella sfida persa 2-0 contro il Parceiro. Ha già raggiunto la notorietà e sono presenti all'incontro più di 7.500 spettatori e la stampa internazionale; all'età di 15 anni, 5 mesi e un giorno diventa il secondo giocatore più giovane a esordire nei campionati giapponesi dopo Takayuki Morimoto. Il 17 aprile 2017, all'età di 15 anni e 10 mesi, diviene il più giovane a segnare una rete nella storia della J3 League nella vittoria per 1-0 contro la riserve del Cerezo Osaka.
Il 3 maggio seguente fa il suo debutto anche in prima squadra in Coppa J.League contro il Consadole Sapporo (1-0): Kubo entra al 66' al posto di Kensuke Nagai. Il debutto nella massima serie, la J1 League, avviene il 26 novembre 2017 nella sconfitta esterna per 2-1 contro il Sanfrecce Hiroshima. Il 14 marzo 2018 segna il suo primo gol da professionista nel match di Coppa J.League contro l'Albirex Niigata, decidendo la sfida per 1-0 dopo essere entrato nel secondo tempo.

#### Prestito allo Yokohama F·Marinos e ritorno all'FC Tokyo
Durante la stagione 2018 trova poco spazio nel massimo campionato e chiede di essere ceduto in prestito, ad agosto si trasferisce allo Yokohama F·Marinos, altro club di J1 League, fa il suo debutto il 26 agosto e segna il suo primo gol in J1 League della carriera, che apre le marcature nella vittoria contro il Vissel Kobe per 2-0. Nella stagione 2019 torna all'FC Tokyo, trova maggiore spazio e segna le sue prime quattro reti in campionato per il club. Il 29 giugno 2019, nell'ultima partita giocata in J1 League, sigla la sua prima doppietta nella vittoria per 3-1 contro l'Oita Trinita. Chiude l'esperienza nel massimo campionato con un totale di 24 partite disputate, 5 reti e 4 assist.

#### Real Madrid e prestiti vari
Il 14 giugno 2019 viene annunciato il suo passaggio al Real Madrid a partire dal 1º luglio successivo; dopo aver giocato diverse gare del pre-campionato, il 21 agosto viene ceduto in prestito secco al Maiorca. Diventa subito un titolare fisso e segnerà la sua prima rete nella Liga con il gol del 3-1 nella vittoria contro il Villarreal, inoltre sarà autore della rete del 3-3 nel pareggio contro il Betis. Farà due assist vincenti nella vittoria per 5-1 contro il Celta Vigo, infine segnerà il suo ultimo gol per il Maiorca nella vittoria per 2-0 contro il Levante. Nonostante la retrocessione del club si rivela uno dei migliori giocatori della squadra. Chiude la stagione al Maiorca con 35 presenze in campionato, 4 reti e 5 assist.
Terminato il prestito fa ritorno al Real Madrid, che il 10 agosto 2020 lo cede nuovamente in prestito, questa volta al Villarreal. Durante la partita di Europa League contro lo Sivasspor segnerà la sua unica rete con il Villarreal e farà anche due assist vincenti, rivelandosi determinante nella vittoria per 5-3. Il suo periodo in prestito con il Villarreal finisce a metà stagione, con le continue lamentele da parte del Real Madrid per il poco spazio concessogli durante le partite di campionato.
L'8 gennaio 2021 viene ceduto in prestito al Getafe. In 18 presenze totali, sigla la sua unica rete con gli Azulones nella vittoria per 2-1 contro il Levante. L'11 agosto 2021 fa ritorno al Maiorca, nuovamente con la formula del prestito. Non gioca diverse partite per via di un infortunio al menisco, ritorna in squadra nella partita vinta 2-1 contro l'Atlético Madrid segnando la rete decisiva. Nella partita vinta 3-2 contro l'Atletico Bilbao, segna il gol decisivo quando il portiere avversario Unai Simón devia involontariamente in porta un suo tiro. In Coppa del Re apre le marcature su punizione nella vittoria per 2-1 sull'Espanyol.

#### Real Sociedad
Il 19 luglio 2022 viene acquistato a titolo definitivo dalla Real Sociedad. Grazie al suo gol la squadra batte il Cadice per 1-0, battendo il Girona segna il gol del definitivo 5-3, segna una rete anche nella vittoria per 3-1 contro l'Athletic Bilbao, è autore di un altro gol nella vittoria per 3-2 ai danni dell'Espanyol e nelle vittorie contro l'Elche, il Getafe, l'Osusana e il Real Madrid, tutte concluse con il risultato di 2-0. La sua ultima rete in stagione è quella della vittoria per 1-0 contro l'Almería.

### Nazionale

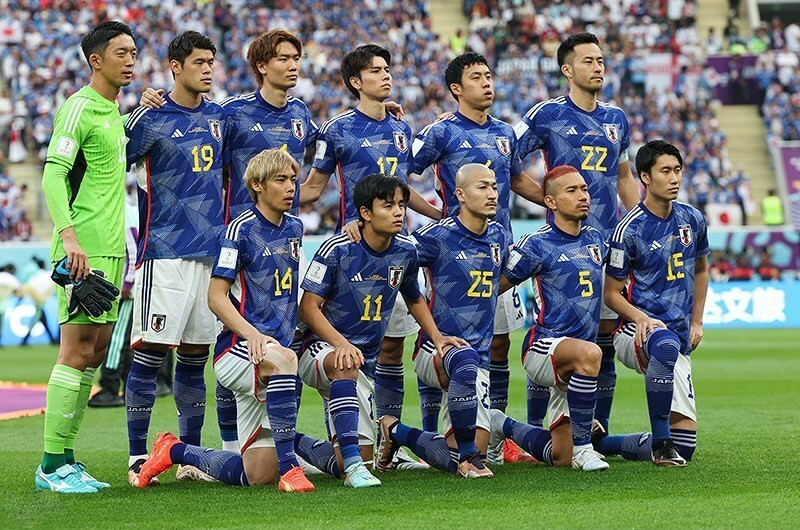
Kubo (il secondo in basso partendo da sinistra) prima della partita vinta per 2-1 contro la Germania alla Coppa del Mondo 2022.

Nel giro di due anni è convocato dall'Under-15, dove riesce a segnare una rete in un'amichevole contro l'Inghilterra Under-16 vinta per 4-3, e un altro nell'amichevole vinta per 3-2 contro la Francia Under-16. Viene convocato nella Nazionale Under-17 giocando nel mondiale giovanile in India, segnando una rete nella vittoria dove la nazionale nipponica si imporrà per 6-1 contro l'Honduras. 
A 15 anni, il CT Atsushi Uchiyama lo convoca nella Nazionale Under-20 per disputare il Mondiale Under-20 del 2017 in Corea del Sud: Kubo esordisce nel primo match del girone D della rassegna mondiale, entrando nel secondo tempo durante la sfida vinta per 2-1 dalla nazionale giapponese contro il Sudafrica U-20.
Viene convocato per giocare in una formazione sperimentale della Nazionale Olimpica in alcune amichevoli, segnando una rete sia nella vittoria per 6-0 contro il Ghana che in quella per 4-0 contro la Giamaica. In seguito viene convocato per le Olimpiadi, ai Giochi di Tokyo segnando il gol del 1-0 battendo il Sudafrica e aprendo le marcature sia nella vittoria per 2-1 ai danni del Messico. che in quella per 4-0 contro la Francia; Kubo diventa così il primo calciatore giapponese a segnare un gol in tre partite di fila nel torneo olimpico.
Esordisce con la nazionale maggiore il 9 giugno 2019 in un'amichevole vinta per 2-0 contro l'El Salvador, nello stesso anno partecipa alla Copa América giocando tutte e tre le partite dove il Giappone viene eliminato non avendo superato il girone. La sua prima rete con la maglia del Giappone la mette a segno nel 2022 in un'amichevole vinta per 4-1 contro il Ghana. Viene convocato per il Mondiale 2022 e viene schierato, da titolare, solo nelle partite della fase a gironi vinte contro Germania, che non si qualificherà per gli ottavi, e Spagna.
Il 1º gennaio 2024 viene convocato per la Coppa d'Asia 2023. Durante la prima partita contro il Vietnam, Kubo con un suo passaggio permette ad Ayase Ueda di segnare la rete del 4-2. Il suo unico gol nel torneo lo realizza nella partita vinta 3-1 contro l'Indonesia. Con tre gare di anticipo, il Giappone è la prima squadra a superare le qualificazioni al mondiale 2026 dopo la vittoria per 2-0 contro il Bahrein, nella quale Kubo fornisce l'assist per la prima rete e mette a segno la seconda.

## Statistiche

### Presenze e reti nei club
Statistiche aggiornate al 17 maggio 2025.
| Stagione             | Squadra              | Campionato           | Campionato | Campionato | Coppe nazionali | Coppe nazionali | Coppe nazionali | Coppe continentali | Coppe continentali | Coppe continentali | Altre coppe | Altre coppe | Altre coppe | Totale | Totale | Totale |
| Stagione             | Squadra              | Comp                 | Pres       | Reti       | Comp            | Pres            | Reti            | Comp               | Pres               | Reti               | Comp        | Pres        | Reti        | Pres   | Reti   |        |
| -------------------- | -------------------- | -------------------- | ---------- | ---------- | --------------- | --------------- | --------------- | ------------------ | ------------------ | ------------------ | ----------- | ----------- | ----------- | ------ | ------ | ------ |
| 2017                 | FC Tokyo             | J1                   | 2          | 0          | CdL             | 2               | 0               | -                  | -                  | -                  | -           | -           | -           | 4      | 0      |        |
| gen.-lug. 2018       | FC Tokyo             | J1                   | 4          | 0          | CdL+CI          | 6+0             | 1+0             | -                  | -                  | -                  | -           | -           | -           | 10     | 1      |        |
| ago.-dic. 2018       | Yokohama F·Marinos   | J1                   | 5          | 1          | CI              | 1               | 0               | -                  | -                  | -                  | -           | -           | -           | 6      | 1      |        |
| gen.-giu. 2019       | FC Tokyo             | J1                   | 13         | 4          | CdL             | 3               | 1               | -                  | -                  | -                  | -           | -           | -           | 16     | 5      |        |
| Totale FC Tokyo      | Totale FC Tokyo      | Totale FC Tokyo      | 19         | 4          |                 | 11              | 2               |                    | -                  | -                  |             | -           | -           | 30     | 6      |        |
| 2019-2020            | Maiorca              | PD                   | 35         | 4          | CR              | 1               | 0               | -                  | -                  | -                  | -           | -           | -           | 36     | 4      |        |
| 2020-gen. 2021       | Villarreal           | PD                   | 13         | 0          | CR              | 1               | 0               | UEL                | 5                  | 1                  | -           | -           | -           | 19     | 1      |        |
| gen.-giu. 2021       | Getafe               | PD                   | 18         | 1          | -               | -               | -               | -                  | -                  | -                  | -           | -           | -           | 18     | 1      |        |
| 2021-2022            | Maiorca              | PD                   | 28         | 1          | CR              | 3               | 1               | -                  | -                  | -                  | -           | -           | -           | 31     | 2      |        |
| Totale Maiorca       | Totale Maiorca       | Totale Maiorca       | 63         | 5          |                 | 4               | 1               |                    | -                  | -                  |             | -           | -           | 67     | 6      |        |
| 2022-2023            | Real Sociedad        | PD                   | 35         | 9          | CR              | 2               | 0               | UEL                | 7                  | 0                  | -           | -           | -           | 44     | 9      |        |
| 2023-2024            | Real Sociedad        | PD                   | 30         | 7          | CR              | 3               | 0               | UCL                | 8                  | 0                  | -           | -           | -           | 41     | 7      |        |
| 2024-2025            | Real Sociedad        | PD                   | 36         | 5          | CR              | 5               | 0               | UEL                | 11                 | 2                  | -           | -           | -           | 52     | 7      |        |
| Totale Real Sociedad | Totale Real Sociedad | Totale Real Sociedad | 101        | 21         |                 | 10              | 0               |                    | 26                 | 2                  |             | -           | -           | 154    | 23     |        |
| Totale carriera      | Totale carriera      | Totale carriera      | 219        | 32         |                 | 27              | 3               |                    | 31                 | 2                  |             | -           | -           | 294    | 37     |        |

### Cronologia presenze e reti in nazionale
| Cronologia completa delle presenze e delle reti in nazionale ― Giappone | Cronologia completa delle presenze e delle reti in nazionale ― Giappone | Cronologia completa delle presenze e delle reti in nazionale ― Giappone | Cronologia completa delle presenze e delle reti in nazionale ― Giappone | Cronologia completa delle presenze e delle reti in nazionale ― Giappone | Cronologia completa delle presenze e delle reti in nazionale ― Giappone | Cronologia completa delle presenze e delle reti in nazionale ― Giappone | Cronologia completa delle presenze e delle reti in nazionale ― Giappone |
| Data                                                                    | Città                                                                   | In casa                                                                 | Risultato                                                               | Ospiti                                                                  | Competizione                                                            | Reti                                                                    | Note                                                                    |
| ----------------------------------------------------------------------- | ----------------------------------------------------------------------- | ----------------------------------------------------------------------- | ----------------------------------------------------------------------- | ----------------------------------------------------------------------- | ----------------------------------------------------------------------- | ----------------------------------------------------------------------- | ----------------------------------------------------------------------- |
| 9-6-2019                                                                | Rifu                                                                    | Giappone                                                                | 2 – 0                                                                   | El Salvador                                                             | Amichevole                                                              | -                                                                       | 67’                                                                     |
| 18-6-2019                                                               | San Paolo                                                               | Giappone                                                                | 0 – 4                                                                   | Cile                                                                    | Coppa America 2019 - 1º turno                                           | -                                                                       |                                                                         |
| 21-6-2019                                                               | Porto Alegre                                                            | Uruguay                                                                 | 2 – 2                                                                   | Giappone                                                                | Coppa America 2019 - 1º turno                                           | -                                                                       | 83’                                                                     |
| 25-6-2019                                                               | Belo Horizonte                                                          | Ecuador                                                                 | 1 – 1                                                                   | Giappone                                                                | Coppa America 2019 - 1º turno                                           | -                                                                       |                                                                         |
| 5-9-2019                                                                | Kashima                                                                 | Giappone                                                                | 2 – 0                                                                   | Paraguay                                                                | Amichevole                                                              | -                                                                       | 46’                                                                     |
| 10-9-2019                                                               | Yangon                                                                  | Birmania                                                                | 0 – 2                                                                   | Giappone                                                                | Qual. Mondiali 2022                                                     | -                                                                       | 80’                                                                     |
| 15-10-2019                                                              | Dushanbe                                                                | Tagikistan                                                              | 0 – 3                                                                   | Giappone                                                                | Qual. Mondiali 2022                                                     | -                                                                       | 86’                                                                     |
| 9-10-2020                                                               | Utrecht                                                                 | Giappone                                                                | 0 – 0                                                                   | Camerun                                                                 | Amichevole                                                              | -                                                                       | 65’                                                                     |
| 13-10-2020                                                              | Utrecht                                                                 | Giappone                                                                | 1 – 0                                                                   | Costa d'Avorio                                                          | Amichevole                                                              | -                                                                       | 61’                                                                     |
| 12-11-2020                                                              | Graz                                                                    | Giappone                                                                | 1 – 0                                                                   | Panama                                                                  | Amichevole                                                              | -                                                                       | 71’                                                                     |
| 17-11-2020                                                              | Graz                                                                    | Giappone                                                                | 0 – 2                                                                   | Messico                                                                 | Amichevole                                                              | -                                                                       | 72’                                                                     |
| 2-9-2021                                                                | Suita                                                                   | Giappone                                                                | 0 – 1                                                                   | Oman                                                                    | Qual. Mondiali 2022                                                     | -                                                                       | 70’                                                                     |
| 7-9-2021                                                                | Doha                                                                    | Cina                                                                    | 0 – 1                                                                   | Giappone                                                                | Qual. Mondiali 2022                                                     | -                                                                       |                                                                         |
| 27-1-2022                                                               | Saitama                                                                 | Giappone                                                                | 2 – 0                                                                   | Cina                                                                    | Qual. Mondiali 2022                                                     | -                                                                       | 73’                                                                     |
| 29-3-2022                                                               | Saitama                                                                 | Giappone                                                                | 1 – 1                                                                   | Vietnam                                                                 | Qual. Mondiali 2022                                                     | -                                                                       | 62’                                                                     |
| 2-6-2022                                                                | Sapporo                                                                 | Giappone                                                                | 4 – 1                                                                   | Paraguay                                                                | Amichevole                                                              | -                                                                       | 71’                                                                     |
| 10-6-2022                                                               | Kobe                                                                    | Giappone                                                                | 4 – 1                                                                   | Ghana                                                                   | Amichevole                                                              | 1                                                                       |                                                                         |
| 14-6-2022                                                               | Suita                                                                   | Giappone                                                                | 0 – 3                                                                   | Tunisia                                                                 | Amichevole                                                              | -                                                                       | 71’                                                                     |
| 23-9-2022                                                               | Düsseldorf                                                              | Giappone                                                                | 2 – 0                                                                   | Stati Uniti                                                             | Amichevole                                                              | -                                                                       | 68’                                                                     |
| 17-11-2022                                                              | Dubai                                                                   | Giappone                                                                | 1 – 2                                                                   | Canada                                                                  | Amichevole                                                              | -                                                                       | 46’                                                                     |
| 23-11-2022                                                              | Al Rayyan                                                               | Germania                                                                | 1 – 2                                                                   | Giappone                                                                | Mondiali 2022 - 1º turno                                                | -                                                                       | 46’                                                                     |
| 1-12-2022                                                               | Al Rayyan                                                               | Giappone                                                                | 2 – 1                                                                   | Spagna                                                                  | Mondiali 2022 - 1º turno                                                | -                                                                       | 46’                                                                     |
| 28-3-2023                                                               | Ōsaka                                                                   | Giappone                                                                | 1 – 2                                                                   | Colombia                                                                | Amichevole                                                              | -                                                                       | 59’                                                                     |
| 15-6-2023                                                               | Toyota                                                                  | Giappone                                                                | 6 – 0                                                                   | El Salvador                                                             | Amichevole                                                              | 1                                                                       | 65’                                                                     |
| 20-6-2023                                                               | Suita                                                                   | Giappone                                                                | 4 – 1                                                                   | Perù                                                                    | Amichevole                                                              | -                                                                       | 70’                                                                     |
| 9-9-2023                                                                | Wolfsburg                                                               | Germania                                                                | 1 – 4                                                                   | Giappone                                                                | Amichevole                                                              | -                                                                       | 75’                                                                     |
| 12-9-2023                                                               | Genk                                                                    | Giappone                                                                | 4 – 2                                                                   | Turchia                                                                 | Amichevole                                                              | -                                                                       |                                                                         |
| 17-10-2023                                                              | Kōbe                                                                    | Giappone                                                                | 2 – 0                                                                   | Tunisia                                                                 | Amichevole                                                              | -                                                                       | 82’                                                                     |
| 21-11-2023                                                              | Gedda                                                                   | Siria                                                                   | 0 – 5                                                                   | Giappone                                                                | Qual. Mondiali 2026                                                     | 1                                                                       | 76’                                                                     |
| 14-1-2024                                                               | Doha                                                                    | Giappone                                                                | 4 – 2                                                                   | Vietnam                                                                 | Coppa d'Asia 2023 - 1º turno                                            | -                                                                       | 84’                                                                     |
| 19-1-2024                                                               | Al Rayyan                                                               | Iraq                                                                    | 2 – 1                                                                   | Giappone                                                                | Coppa d'Asia 2023 - 1º turno                                            | -                                                                       | 61’                                                                     |
| 24-1-2024                                                               | Doha                                                                    | Giappone                                                                | 3 – 1                                                                   | Indonesia                                                               | Coppa d'Asia 2023 - 1º turno                                            | -                                                                       | 82’                                                                     |
| 31-1-2024                                                               | Doha                                                                    | Bahrein                                                                 | 1 – 3                                                                   | Giappone                                                                | Coppa d'Asia 2023 - Ottavi di finale                                    | 1                                                                       | 68’                                                                     |
| 3-2-2024                                                                | Al Rayyan                                                               | Iran                                                                    | 2 – 1                                                                   | Giappone                                                                | Coppa d'Asia 2023 - Quarti di finale                                    | -                                                                       | 67’                                                                     |
| 11-6-2024                                                               | Hiroshima                                                               | Giappone                                                                | 5 – 0                                                                   | Siria                                                                   | Qual. Mondiali 2026                                                     | -                                                                       | 62’                                                                     |
| 5-9-2024                                                                | Saitama                                                                 | Giappone                                                                | 7 – 0                                                                   | Cina                                                                    | Qual. Mondiali 2026                                                     | 1                                                                       |                                                                         |
| 10-9-2024                                                               | Riffa                                                                   | Bahrein                                                                 | 0 – 5                                                                   | Giappone                                                                | Qual. Mondiali 2026                                                     | -                                                                       | 65’                                                                     |
| 10-10-2024                                                              | Gedda                                                                   | Arabia Saudita                                                          | 0 – 2                                                                   | Giappone                                                                | Qual. Mondiali 2026                                                     | -                                                                       | 88’                                                                     |
| 15-10-2024                                                              | Saitama                                                                 | Giappone                                                                | 1 – 1                                                                   | Australia                                                               | Qual. Mondiali 2026                                                     | -                                                                       | 70’                                                                     |
| 19-11-2024                                                              | Xiamen                                                                  | Cina                                                                    | 1 – 3                                                                   | Giappone                                                                | Qual. Mondiali 2026                                                     | -                                                                       | 84’                                                                     |
| 20-3-2025                                                               | Saitama                                                                 | Giappone                                                                | 2 – 0                                                                   | Bahrein                                                                 | Qual. Mondiali 2026                                                     | 1                                                                       | 88’                                                                     |
| 25-3-2025                                                               | Saitama                                                                 | Giappone                                                                | 0 – 0                                                                   | Arabia Saudita                                                          | Qual. Mondiali 2026                                                     | -                                                                       | 62’                                                                     |
| 5-6-2025                                                                | Perth                                                                   | Australia                                                               | 1 – 0                                                                   | Giappone                                                                | Qual. Mondiali 2026                                                     | -                                                                       | 64’                                                                     |
| 10-6-2025                                                               | Suita                                                                   | Giappone                                                                | 6 – 0                                                                   | Indonesia                                                               | Qual. Mondiali 2026                                                     | 1                                                                       | cap. 69’                                                                |
| Totale                                                                  |                                                                         | Presenze                                                                | 44                                                                      |                                                                         | Reti                                                                    | 7                                                                       |                                                                         |

| Cronologia completa delle presenze e delle reti in nazionale ― Giappone Olimpica | Cronologia completa delle presenze e delle reti in nazionale ― Giappone Olimpica | Cronologia completa delle presenze e delle reti in nazionale ― Giappone Olimpica | Cronologia completa delle presenze e delle reti in nazionale ― Giappone Olimpica | Cronologia completa delle presenze e delle reti in nazionale ― Giappone Olimpica | Cronologia completa delle presenze e delle reti in nazionale ― Giappone Olimpica | Cronologia completa delle presenze e delle reti in nazionale ― Giappone Olimpica | Cronologia completa delle presenze e delle reti in nazionale ― Giappone Olimpica |
| Data                                                                             | Città                                                                            | In casa                                                                          | Risultato                                                                        | Ospiti                                                                           | Competizione                                                                     | Reti                                                                             | Note                                                                             |
| -------------------------------------------------------------------------------- | -------------------------------------------------------------------------------- | -------------------------------------------------------------------------------- | -------------------------------------------------------------------------------- | -------------------------------------------------------------------------------- | -------------------------------------------------------------------------------- | -------------------------------------------------------------------------------- | -------------------------------------------------------------------------------- |
| 22-7-2021                                                                        | Chōfu                                                                            | Giappone                                                                         | 1 – 0                                                                            | Sudafrica                                                                        | Olimpiadi 2020 - 1º turno                                                        | 1                                                                                |                                                                                  |
| 25-7-2021                                                                        | Saitama                                                                          | Giappone                                                                         | 2 – 1                                                                            | Messico                                                                          | Olimpiadi 2020 - 1º turno                                                        | 1                                                                                |                                                                                  |
| 28-7-2021                                                                        | Yokohama                                                                         | Francia                                                                          | 0 – 4                                                                            | Giappone                                                                         | Olimpiadi 2020 - 1º turno                                                        | 1                                                                                | 46’                                                                              |
| 31-7-2021                                                                        | Kashima                                                                          | Giappone                                                                         | 0 – 0 dts (4 – 2 dtr)                                                            | Nuova Zelanda                                                                    | Olimpiadi 2020 - Quarti di finale                                                | -                                                                                |                                                                                  |
| 3-8-2021                                                                         | Saitama                                                                          | Giappone                                                                         | 0 – 1 dts                                                                        | Spagna                                                                           | Olimpiadi 2020 - Semifinale                                                      | -                                                                                | 90’                                                                              |
| 6-8-2021                                                                         | Saitama                                                                          | Messico                                                                          | 3 – 1                                                                            | Giappone                                                                         | Olimpiadi 2020 - Finale 3º posto                                                 | -                                                                                |                                                                                  |
| Totale                                                                           |                                                                                  | Presenze                                                                         | 6                                                                                |                                                                                  | Reti                                                                             | 3                                                                                |                                                                                  |

| Cronologia completa delle presenze e delle reti in nazionale ― Giappone under 23 | Cronologia completa delle presenze e delle reti in nazionale ― Giappone under 23 | Cronologia completa delle presenze e delle reti in nazionale ― Giappone under 23 | Cronologia completa delle presenze e delle reti in nazionale ― Giappone under 23 | Cronologia completa delle presenze e delle reti in nazionale ― Giappone under 23 | Cronologia completa delle presenze e delle reti in nazionale ― Giappone under 23 | Cronologia completa delle presenze e delle reti in nazionale ― Giappone under 23 | Cronologia completa delle presenze e delle reti in nazionale ― Giappone under 23 |
| Data                                                                             | Città                                                                            | In casa                                                                          | Risultato                                                                        | Ospiti                                                                           | Competizione                                                                     | Reti                                                                             | Note                                                                             |
| -------------------------------------------------------------------------------- | -------------------------------------------------------------------------------- | -------------------------------------------------------------------------------- | -------------------------------------------------------------------------------- | -------------------------------------------------------------------------------- | -------------------------------------------------------------------------------- | -------------------------------------------------------------------------------- | -------------------------------------------------------------------------------- |
| 17-11-2018                                                                       | Dubai                                                                            | Giappone under 23                                                                | 5 – 0                                                                            | Kuwait under 23                                                                  | Amichevole                                                                       | -                                                                                | 78’                                                                              |
| 20-11-2018                                                                       | Dubai                                                                            | Emirati Arabi Uniti under 23                                                     | 1 – 1                                                                            | Giappone under 23                                                                | Amichevole                                                                       | -                                                                                | 70’                                                                              |
| 22-3-2019                                                                        | Yangon                                                                           | Giappone under 23                                                                | 8 – 0                                                                            | Macao under 23                                                                   | Qualificazioni Coppa d'Asia AFC Under-23 2020                                    | -                                                                                | 78’                                                                              |
| 24-3-2019                                                                        | Yangon                                                                           | Timor Est under 23                                                               | 0 – 6                                                                            | Giappone under 23                                                                | Qualificazioni Coppa d'Asia AFC Under-23 2020                                    | 2                                                                                | 85’                                                                              |
| 26-3-2019                                                                        | Yangon                                                                           | Giappone under 23                                                                | 7 – 0                                                                            | Birmania under 23                                                                | Qualificazioni Coppa d'Asia AFC Under-23 2020                                    | -                                                                                | 68’                                                                              |
| 17-11-2019                                                                       | Hiroshima                                                                        | Giappone under 23                                                                | 0 – 2                                                                            | Colombia under 23                                                                | Amichevole                                                                       | -                                                                                |                                                                                  |
| 26-3-2021                                                                        | Chōfu                                                                            | Giappone under 23                                                                | 0 – 1                                                                            | Argentina under 23                                                               | Amichevole                                                                       | -                                                                                |                                                                                  |
| 29-3-2021                                                                        | Kitakyūshū                                                                       | Giappone under 23                                                                | 3 – 0                                                                            | Argentina under 23                                                               | Amichevole                                                                       | -                                                                                | 75’                                                                              |
| 5-6-2021                                                                         | Fukuoka                                                                          | Giappone under 23                                                                | 6 – 0                                                                            | Ghana under 23                                                                   | Amichevole                                                                       | 1                                                                                | 79’                                                                              |
| 12-6-2021                                                                        | Toyota                                                                           | Giappone under 23                                                                | 4 – 0                                                                            | Giamaica under 23                                                                | Amichevole                                                                       | 1                                                                                | 65’                                                                              |
| 12-7-2021                                                                        | Ōsaka                                                                            | Giappone under 23                                                                | 3 – 1                                                                            | Honduras under 23                                                                | Amichevole                                                                       | -                                                                                | 80’                                                                              |
| 17-7-2021                                                                        | Kōbe                                                                             | Giappone under 23                                                                | 1 – 1                                                                            | Spagna under 23                                                                  | Amichevole                                                                       | -                                                                                | 67’                                                                              |
| Totale                                                                           |                                                                                  | Presenze                                                                         | 12                                                                               |                                                                                  | Reti                                                                             | 4                                                                                |                                                                                  |

| Cronologia completa delle presenze e delle reti in nazionale ― Giappone under 20 | Cronologia completa delle presenze e delle reti in nazionale ― Giappone under 20 | Cronologia completa delle presenze e delle reti in nazionale ― Giappone under 20 | Cronologia completa delle presenze e delle reti in nazionale ― Giappone under 20 | Cronologia completa delle presenze e delle reti in nazionale ― Giappone under 20 | Cronologia completa delle presenze e delle reti in nazionale ― Giappone under 20 | Cronologia completa delle presenze e delle reti in nazionale ― Giappone under 20 | Cronologia completa delle presenze e delle reti in nazionale ― Giappone under 20 |
| Data                                                                             | Città                                                                            | In casa                                                                          | Risultato                                                                        | Ospiti                                                                           | Competizione                                                                     | Reti                                                                             | Note                                                                             |
| -------------------------------------------------------------------------------- | -------------------------------------------------------------------------------- | -------------------------------------------------------------------------------- | -------------------------------------------------------------------------------- | -------------------------------------------------------------------------------- | -------------------------------------------------------------------------------- | -------------------------------------------------------------------------------- | -------------------------------------------------------------------------------- |
| 24-3-2017                                                                        | Saarbrücken                                                                      | Germania under 20                                                                | 2 – 1                                                                            | Giappone under 20                                                                | Amichevole                                                                       | -                                                                                | 56’                                                                              |
| 16-5-2017                                                                        | Fukuroi                                                                          | Giappone under 20                                                                | 3 – 2                                                                            | Honduras under 20                                                                | Amichevole                                                                       | -                                                                                | 62’                                                                              |
| 21-5-2017                                                                        | Suwon                                                                            | Sudafrica under 20                                                               | 1 – 2                                                                            | Giappone under 20                                                                | Mondiali Under-20 2017 - Fase a gironi                                           | -                                                                                | 59’                                                                              |
| 24-5-2017                                                                        | Suwon                                                                            | Uruguay under 20                                                                 | 2 – 0                                                                            | Giappone under 20                                                                | Mondiali Under-20 2017 - Fase a gironi                                           | -                                                                                | 20’                                                                              |
| 3-9-2018                                                                         | Narashino                                                                        | Giappone under 20                                                                | 2 – 0                                                                            | Vietnam under 20                                                                 | Amichevole                                                                       | -                                                                                | 85’                                                                              |
| 7-9-2018                                                                         | Città del Messico                                                                | Messico under 20                                                                 | 1 – 1                                                                            | Giappone under 20                                                                | Amichevole                                                                       | -                                                                                | 46’                                                                              |
| 9-9-2018                                                                         | Città del Messico                                                                | Brasile under 20                                                                 | 1 – 1                                                                            | Giappone under 20                                                                | Amichevole                                                                       | -                                                                                | 46’                                                                              |
| 19-10-2018                                                                       | Cibinong                                                                         | Giappone under 20                                                                | 5 – 2                                                                            | Corea del Nord under 20                                                          | Coppa d'Asia AFC Under-19 2018                                                   | 1                                                                                | 89’                                                                              |
| 22-10-2018                                                                       | Cibinong                                                                         | Thailandia under 20                                                              | 1 – 3                                                                            | Giappone under 20                                                                | Coppa d'Asia AFC Under-19 2018                                                   | -                                                                                | 87’                                                                              |
| 25-10-2018                                                                       | Cibinong                                                                         | Giappone under 20                                                                | 5 – 0                                                                            | Iraq under 20                                                                    | Coppa d'Asia AFC Under-19 2018                                                   | -                                                                                | 30’ 60’                                                                          |
| 28-10-2018                                                                       | Giacarta                                                                         | Giappone under 20                                                                | 2 – 0                                                                            | Indonesia under 20                                                               | Coppa d'Asia AFC Under-19 2018                                                   | -                                                                                | 90+3’                                                                            |
| 1-11-2018                                                                        | Cibinong                                                                         | Giappone under 20                                                                | 0 – 2                                                                            | Arabia Saudita under 20                                                          | Coppa d'Asia AFC Under-19 2018                                                   | -                                                                                | 46’                                                                              |
| Totale                                                                           |                                                                                  | Presenze                                                                         | 12                                                                               |                                                                                  | Reti                                                                             | 1                                                                                |                                                                                  |